# Moshe Romano
Pour les articles homonymes, voir Romano.
Moshe Romano est un footballeur israélien né le 6 mai 1946 à Tel-Aviv.

## Carrière

### Carrière en club
Romano a joué pour le Shimshon Tel-Aviv et le Betar Tel-Aviv, et a été quatre fois meilleur buteur du championnat israélien (en 1966, 1970, 1973 et 1975), marquant au total 193 buts dans le championnat israélien entre 1965 et 1982.

### Carrière internationale
Romano a représenté l'équipe d'Israël et a participé à la Coupe d'Asie des nations 1968 et à la Coupe du monde 1970. Romano a été sélectionné 12 fois entre 1965 et 1975, marquant 5 buts. Il s'est retiré du football en 1983.